# ヴォルィニャーネ族
ヴォルィニャーネ族（ウクライナ語: Волиняни、ベラルーシ語: Валыняне、ロシア語: Волыняне）は東スラヴ民族の中の部族または部族連合の1つである。10世紀末から11世紀初頭にかけて、ブク川（西ブーフ川）上流とプリピャチ川河口に住んでいた。

## 概要
ヴォルィニャーネ族に関する年代記の言及としては、『原初年代記』の冒頭の、種々の民族が列挙されている中に、「ドゥレーブィ族はブク川沿いに住んでいたが、今そこにはヴォルィニャーネ族がいる」という趣旨の記述がある。何人かの歴史家は、ヴォルィニャーネ族とブジャーネ族はドゥレーブィ族の子孫とみなしている。アラブの地理・歴史家のマスウーディーは、10世紀後半にヴァリナナとドゥラバという部族について報告しているが、このヴァリナナはヴォルィニャーネ族、ドゥラバはドゥレーブィ族のことだとみなされている。
ヴォルィニャーネ族の主要都市はヴォルィーニ(ru)とウラジーミル・ヴォリンスキーだった。考古学的研究によって、ヴォルィニャーネ族の元で農業開発が行われ、鍛造・鋳造・陶芸によるものを含む多くの工芸品が作られていたことがわかっている。
981年、キエフ大公ウラジーミル1世は、ポーランド王国領だったチェルヴェンの諸都市を占領した。歴史家は、これはヴォルィニャーネ族のキエフ大公国への加盟と関連すると考えている。988年にウラジーミル1世はウラジーミル・ヴォリンスキーに、息子のフセヴォロドを公として据えた。それはヴォルィーニ公国の始まりでもあった。